# Quirós
Quirós is een gemeente in de Spaanse provincie en regio Asturië met een oppervlakte van 208,79 km². Quirós telt 1.235 inwoners (1 januari 2016).

## Demografische ontwikkeling
Bron: INE, 1857-2011: volkstellingen